# Pasówka obrożna
Pasówka obrożna (Zonotrichia capensis) – gatunek małego ptaka z rodziny pasówek (Passerellidae). Występuje od południowego Meksyku i Dominikany po południowy skraj Ameryki Południowej. Nie jest zagrożony.

## Znaczenie nazwy naukowej
Nazwa rodzajowa, Zonotrichia, pochodzi od greckich słów zone (opaska, pasek) oraz thrix, thrikhos (włosy). Nazwa gatunkowa capensis oznacza „przylądkowy” i odnosi się, w tym przypadku, do Meksyku.

## Podgatunki i zasięg występowania
Międzynarodowy Komitet Ornitologiczny (IOC) wyróżnia 28 podgatunków o następującym zasięgu występowania:
- Z. c. septentrionalis Griscom, 1930 – południowy Meksyk do Salwadoru i Hondurasu
- Z. c. antillarum (Riley, 1916) – Dominikana
- Z. c. costaricensis Allen, JA, 1891 – Kostaryka do Kolumbii, Wenezueli i Ekwadoru; proponowany podgatunek orestera (Wetmore 1984) uznany za jego synonim.
- Z. c. insularis (Ridgway, 1898) – Antyle Holenderskie
- Z. c. venezuelae Chapman, 1939 – północna i centralna Wenezuela
- Z. c. inaccessibilis Phelps & Phelps Jr, 1955 – Serra do Imeri (południowa Wenezuela)
- Z. c. perezchinchillorum (Phelps Jr & Aveledo, 1984) – Cerro Marahuaca (południowa Wenezuela)
- Z. c. roraimae (Chapman, 1929) – centralna Kolumbia, południowa i wschodnia Wenezuela, zachodnia Gujana i północna Brazylia
- Z. c. macconnelli Sharpe, 1900 – góra Roraima (południowo-wschodnia Wenezuela)
- Z. c. capensis (Statius Müller, 1776) – północno-wschodnia Gujana Francuska
- Z. c. bonnetiana Stiles, 1995 – południowa Kolumbia
- Z. c. tocantinsi Chapman, 1940 – wschodnio-centralna Brazylia na południe od Amazonki
- Z. c. novaesi Oren, 1985 – Serra dos Carajás (wschodnia Brazylia)
- Z. c. matutina (Lichtenstein, 1823) – północno-wschodnia i centralna Brazylia do wschodniej Boliwii
- Z. c. subtorquata Swainson, 1837 – południowo-centralna i południowo-wschodnia Brazylia, wschodni Paragwaj, północno-wschodnia Argentyna i Urugwaj
- Z. c. illescasensis Koepcke, 1963 – Cerro Illescas (północno-zachodnie Peru)
- Z. c. markli Koepcke, 1971 – niziny północno-zachodniego Peru
- Z. c. huancabambae Chapman, 1940 – północne i centralne Peru
- Z. c. peruviensis (Lesson, 1834) – zachodnie Peru
- Z. c. pulacayensis (Ménégaux, 1908)  – centralne Peru do centralnej Boliwii i północno-zachodniej Argentyny
- Z. c. carabayae Chapman, 1940 – wschodnie zbocza Andów od centralnego Peru do centralnej Boliwii
- Z. c. antofagastae Chapman, 1940 – północne Chile
- Z. c. arenalensis (Nores, 1986) – północno-zachodnia Argentyna
- Z. c. sanborni Hellmayr, 1932 – wysokie części Andów w Chile i zachodniej Argentynie
- Z. c. hypoleuca (Todd, 1915) – południowa i wschodnia Boliwia, północna Argentyna
- Z. c. choraules (Wetmore & Peters, JL, 1922) – zachodnio-centralna Argentyna
- Z. c. chilensis (Meyen, 1834) – centralne Chile i południowo-centralna Argentyna
- Z. c. australis (Latham, 1790) – południowe Chile i południowa Argentyna

## Morfologia

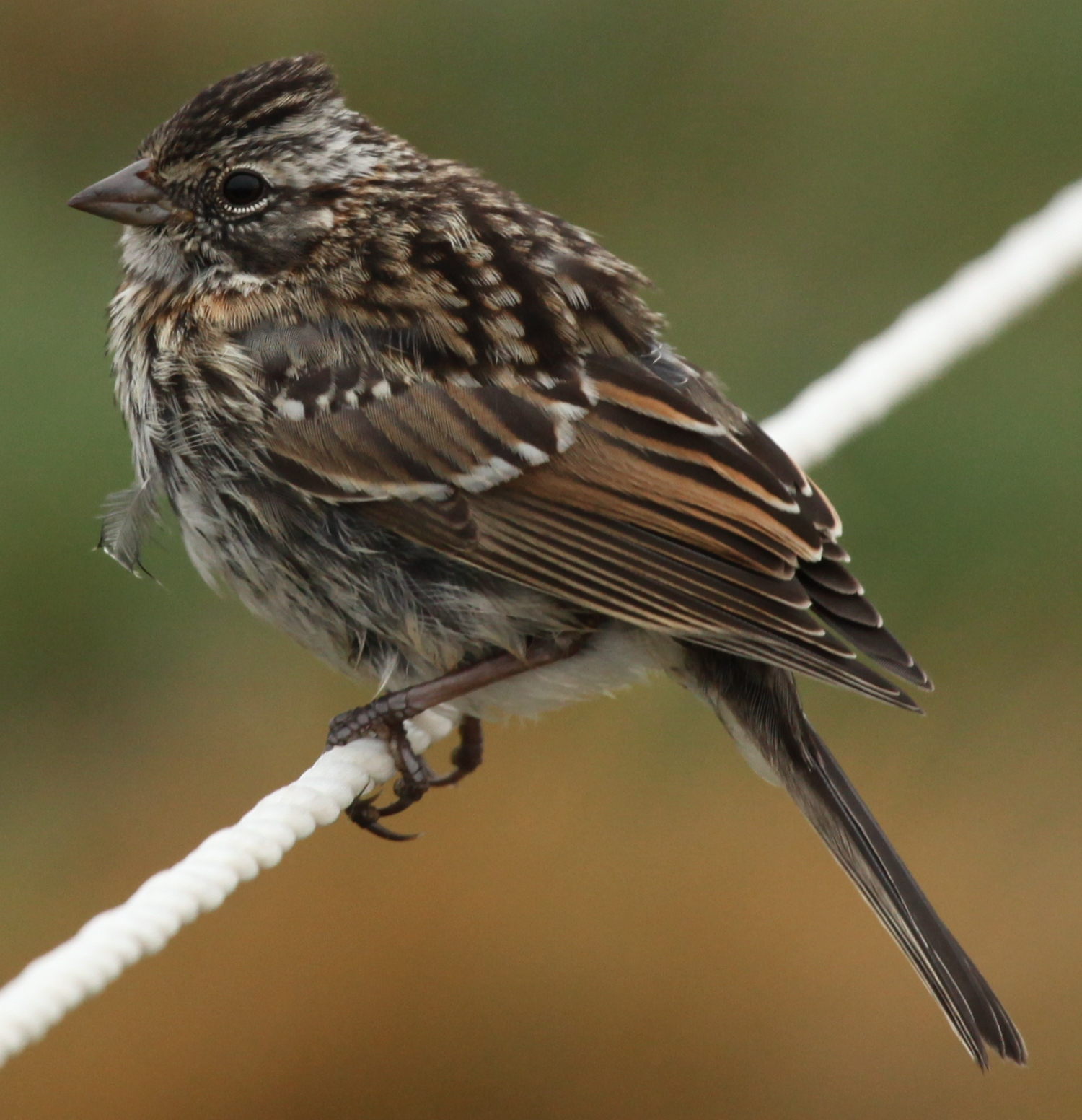
Samica

Długość ciała wynosi 14–15 cm, zaś masa ciała 20–25 g. Samicę cechują nieco mniejsze wymiary. Dziób mierzy około 13,2 mm, skrzydło 169 mm, sterówki 61 mm, zaś skok ok. 20,3 mm. Wygląd różni się nieznacznie w zależności od podgatunku. Środkowy pasek ciemieniowy jasny, zaś boczne czarniawe. Brew jasna, natomiast pasek policzkowy, przyżuchwowy i podbródkowy ciemne. Broda biała. Na karku i gardle rdzawa obroża (na gardle nie zawsze obecna). Spód ciała brudnobiały. Pióra na grzbiecie w środku czarne, na bocznych krawędziach rdzawobrązowe. Podobny wzór na pokrywach skrzydłowych, lecz rdzawe są jedynie na chorągiewkach zewnętrznych. Lotki na chorągiewkach zewnętrznych żółtawe, na wewnętrznych jasne; poza tym szare. Sterówki ciemne, nieznacznie rdzawo obrzeżone, na końcach na chorągiewkach zewnętrznych białawe. Nogi i stopy różowawe, dziób ciemny. U samicy brak wyraźnej obroży, głowa bardziej szarobrązowa, na piersi brązowawe plamki.

## Środowisko
Występuje na wysokości do 4000 m n.p.m., w Kostaryce do 600 m n.p.m. Zasiedla przeważnie półotwarte tereny trawiaste, z drzewami i krzewami, a także ogrody i parki, niekiedy obszary zalesione z przejaśnieniami.

## Zachowanie
Przebywa samotnie lub w niewielkich stadach. Szukając pożywienia, przebywa na ziemi lub na krzewach (albo na ich wysokości). Śpiewając, siada na kamieniu lub krzewie; w obszarach trawiastych także na kwiatostanie traw. Żywi się głównie ziarnami oraz małymi owadami.

## Lęgi
Okres lęgowy zmienia się w zależności od regionu, pory deszczowej i dostępności pożywienia. Gniazdo w kształcie kubeczka, budowane tylko przez samicę, mieści się na ziemi, krzewie lub w zagłębieniu w skale. Budulec stanowią trawy i korzenie, wyściółkę zaś cienkie trawy i włosie. W lęgu 2–3 jaja o barwie niebieskozielonej, rdzawo i szaro nakrapiane. Wymiary to około 1,90–2,31 na 1,52–1,65 cm. Inkubacja trwa 12–14 dni, wysiaduje jedynie samica. Pisklęta opuszczają gniazdo po 9–11 dniach od wyklucia. W ciągu sezonu wyprowadza dwa lęgi.
Na pasówkach obrożnych często pasożytuje starzyk granatowy (Molothrus bonariensis).

## Status
IUCN uznaje pasówkę obrożną za gatunek najmniejszej troski (LC, Least Concern) nieprzerwanie od 1988 roku. Liczebność światowej populacji, według szacunków organizacji Partners in Flight, mieści się w przedziale 5–50 milionów osobników dorosłych. Trend liczebności populacji uznawany jest za wzrostowy.